# Футбол на Африканских играх
Турниры по футболу на Африканских играх — соревнования для национальных футбольных сборных команд стран Африки, проводимые в рамках Африканских игр под эгидой Африканской конфедерации футбола и Высшего совета спорта в Африке (CSSA).
Африканские игры (до 2015 назывались Всеафриканскими играми) проводятся с 1965 года. С 1987 — раз в 4 года. Футбол входит в программу соревнований всех Игр.
В Играх до 1999 года включительно принимали участие только мужские футбольные сборные. С Игр 2003 года в футбольных турнирах начали участвовать также и женские сборные.
В мужских турнирах чаще всего побеждали футболисты Камеруна (4 раза); в женских турнирах чаще всех чемпионками становились футболистки Нигерии (3 раза).

## Призёры Африканских игр

### Мужчины
| Год  | Золото           | Серебро      | Бронза      |
| 1965 | Республика Конго | Мали         | Кот-д’Ивуар |
| 1973 | Нигерия          | Гвинея       | Египет      |
| 1978 | Алжир            | Нигерия      | Гана        |
| 1987 | Египет           | Кения        | Малави      |
| 1991 | Камерун          | Тунис        | Нигерия     |
| 1995 | Египет           | Зимбабве     | Нигерия     |
| 1999 | Камерун          | Замбия       | ЮАР         |
| 2003 | Камерун          | Нигерия      | Гана        |
| 2007 | Камерун          | Гвинея       | Тунис       |
| 2011 | Гана             | ЮАР          | Камерун     |
| 2015 | Сенегал          | Буркина-Фасо | Нигерия     |
| 2019 | Буркина-Фасо     | Нигерия      | Сенегал     |

### Женщины
| Год  | Золото  | Серебро | Бронза      |
| 2003 | Нигерия | ЮАР     | Камерун     |
| 2007 | Нигерия | ЮАР     | Гана        |
| 2011 | Камерун | Гана    | Алжир       |
| 2015 | Гана    | Камерун | Кот-д’Ивуар |
| 2019 | Нигерия | Камерун | Марокко     |

## Страны-участницы

### Мужчины
| Страна           | 1965 | 1973 | 1978 | 1987 | 1991 | 1995 | 1999 | 2003 | 2007 | 2011 | 2015 | 2019 | Всего участий |
| ---------------- | ---- | ---- | ---- | ---- | ---- | ---- | ---- | ---- | ---- | ---- | ---- | ---- | ------------- |
| Алжир            | 4    | 5    | 1    | —    | —    | 6    | 5    | 5    | 5    | —    | —    | —    | 7             |
| Буркина-Фасо     | —    | 8    | —    | —    | —    | —    | —    | —    | —    | —    | 2    | 1    | 3             |
| Бурунди          | —    | —    | —    | —    | —    | —    | —    | —    | —    | —    | —    | 8    | 1             |
| Гана             | —    | 4    | 3    | —    | —    | —    | —    | 3    | 7    | 1    | 7    | 6    | 7             |
| Гвинея           | —    | 2    | —    | —    | —    | 4    | —    | —    | 2    | —    | —    | —    | 3             |
| ДР Конго         | 5    | —    | —    | —    | —    | —    | —    | —    | —    | —    | —    | —    | 1             |
| Египет           | —    | 3    | X    | 1    | 5    | 1    | —    | 8    | 8    | —    | —    | —    | 7             |
| Замбия           | —    | —    | —    | —    | —    | 5    | 2    | 4    | 4    | —    | —    | —    | 4             |
| Зимбабве         | —    | —    | —    | —    | 4    | 2    | —    | —    | —    | —    | 6    | —    | 3             |
| Камерун          | —    | —    | 5    | 4    | 1    | —    | 1    | 1    | 1    | 3    | —    | —    | 7             |
| Кения            | —    | —    | —    | 2    | —    | —    | —    | —    | —    | —    | —    | —    | 1             |
| Кот-д’Ивуар      | 3    | —    | —    | 5    | —    | —    | 6    | —    | —    | —    | —    | —    | 3             |
| Ливия            | —    | —    | DSQ  | —    | —    | —    | —    | —    | —    | —    | —    | —    | 1             |
| Маврикий         | —    | —    | —    | —    | 7    | 7    | 8    | —    | —    | —    | —    | —    | 3             |
| Мадагаскар       | 8    | —    | —    | 6    | —    | —    | —    | —    | —    | —    | —    | —    | 2             |
| Малави           | —    | —    | 4    | 3    | —    | —    | —    | —    | —    | —    | —    | —    | 2             |
| Мали             | 2    | —    | 6    | —    | 6    | —    | 7    | —    | —    | —    | —    | 4    | 5             |
| Марокко          | —    | —    | —    | —    | —    | —    | —    | —    | —    | —    | —    | 5    | 1             |
| Мозамбик         | —    | —    | —    | —    | —    | —    | —    | —    | —    | 6    | —    | —    | 1             |
| Нигерия          | —    | 1    | 2    | —    | 3    | 3    | —    | 2    | —    | —    | 3    | 2    | 7             |
| Республика Конго | 1    | 6    | —    | —    | —    | 8    | —    | —    | —    | —    | 4    | —    | 4             |
| Сенегал          | —    | —    | —    | 7    | —    | —    | —    | 6    | —    | 4    | 1    | 3    | 5             |
| Судан            | —    | —    | —    | —    | —    | —    | —    | —    | —    | —    | 5    | —    | 1             |
| Танзания         | —    | 7    | —    | —    | —    | —    | —    | —    | —    | —    | —    | —    | 1             |
| Того             | 7    | —    | —    | —    | —    | —    | —    | —    | —    | —    | —    | —    | 1             |
| Тунис            | —    | —    | —    | 8    | 2    | —    | —    | —    | 3    | —    | —    | —    | 3             |
| Уганда           | 6    | —    | —    | —    | 8    | —    | 4    | —    | —    | 5    | —    | —    | 4             |
| ЮАР              | —    | —    | —    | —    | —    | —    | 3    | 7    | 6    | 2    | —    | 7    | 5             |
| Всего            | 8    | 8    | 8    | 8    | 8    | 8    | 8    | 8    | 8    | 6    | 7    | 8    |               |

«X» — снялись с участия в Играх во время турнира
«DSQ» — дисквалифицированы

### Женщины
| Страна                | 2003 | 2007 | 2011 | 2015 | 2019 | Всего участий |
| --------------------- | ---- | ---- | ---- | ---- | ---- | ------------- |
| Алжир                 | 7    | 4    | 3    | —    | 4    | 4             |
| Гана                  | —    | 3    | 2    | 1    | —    | 3             |
| Гвинея                | —    | —    | 8    | —    | —    | 1             |
| ДР Конго              | 5    | —    | —    | —    | —    | 1             |
| Замбия                | —    | —    | —    | —    | Q    | 1             |
| Зимбабве              | 6    | —    | 7    | —    | —    | 2             |
| Камерун               | 3    | —    | 1    | 2    | 2    | 4             |
| Кот-д’Ивуар           | —    | —    | —    | 3    | —    | 1             |
| Мали                  | 4    | —    | —    | —    | 7    | 2             |
| Марокко               | —    | —    | —    | —    | 3    | 1             |
| Мозамбик              | —    | —    | 6    | —    | —    | 1             |
| Нигерия               | 1    | 1    | —    | 4    | 1    | 4             |
| Республика Конго      | —    | —    | —    | 7    | —    | 1             |
| Сенегал               | —    | 6    | —    | —    | —    | 1             |
| Танзания              | —    | —    | 5    | 6    | —    | 2             |
| Экваториальная Гвинея | —    | —    | —    | —    | 5    | 1             |
| Эфиопия               | 8    | 5    | —    | —    | —    | 2             |
| ЮАР                   | 2    | 2    | 4    | 5    | 6    | 5             |
| Всего                 | 8    | 6    | 8    | 7    | 8    |               |